# Nueve de Julio megye (Santa Fe)
Nueve de Julio (spanyol nevének jelentése: július kilencedike) egy megye Argentína középpontjától északkeletre, Santa Fe tartományban. Székhelye Tostado.

## Népesség
A megye népessége a közelmúltban a következőképpen változott:
| Év   | Lakosság |
| ---- | -------- |
| 2001 | 28 182   |
| 2010 | 29 832   |